# Dude, Where's My Ranch?
Dude, Where's My Ranch?, llamado Colega, ¿dónde está mi rancho? en España y ¿Dónde está mi rancho? en Hispanoamérica, es un episodio perteneciente a la decimocuarta temporada de la serie animada Los Simpson, emitido originalmente el 27 de abril de 2003. El episodio fue escrito por Ian Maxtone-Graham y dirigido por Chris Clements.

## Sinopsis
Todo comienza cuando, luego de que la familia hace villancicos navideños, cantan canciones, hasta que llegan a la casa de un abogado. Él les dice a los Simpson que no pueden cantar canciones navideñas, sin pagar por sus derechos de autor. En respuesta, Homer hace la letra de su propio villancico. Más tarde, Ned Flanders entra a la casa y trata de ayudar a Homer, pero él lo echa afuera. Así, consigue inspiración en una nueva canción anti-Flanders, llamada "Todos odian a Ned Flanders". Primero toca su canción en la taberna de Moe, y cuando David Byrne entra en el lugar, le gusta tanto la canción que decide producirla y grabar un disco. "Todos odian a Ned Flanders" se vuelve tan popular que todos la corean (incluyendo al propio Flanders). Esto lleva a tanta publicidad, que termina molestando a los Simpson, quienes quieren evitar escucharla. Deciden dirigirse a una estancia de temática vaquera llamada Lazy I Ranch. 
La familia llega al Rancho, cuyo propietario es el Texano Rico, quien le dice a Lisa que el lugar había sido construido sobre la crueldad hacia los animales y la opresión de la gente indígena, lo cual la molesta, hasta que conoce a un vaquero, llamado Luke Stetson, quien tiene los mismos gustos e intereses que ella. Homer Simpson y Bart, por su parte, conocen a una tribu de americanos nativos, quienes quieren que un dique sea removido para poder establecerse en sus tierras. El dique estaba hecho por castores, pero Homer y Bart se las arreglan para sacarlos de allí y destruir el dique, devolviéndosela a los nativos. 
Lisa, mientras tanto, se enamora de Luke, quien tenía trece años. Una noche en la que se realizaría un baile en el Rancho, Lisa deduce que el niño tiene novia, ya que lo escucha hablando por teléfono prometiéndole el primer baile a una muchacha llamada Clara. Cuando Lisa la encuentra, la engaña para que se vaya por el camino equivocado. En el baile, Lisa descubre que Clara era la hermana de Luke. Para salvar a Clara, la cual había quedado atrapada en un río, Lisa recibe la ayuda de Bart y de unos castores. Sin embargo, cuando Lisa le cuenta a Luke lo que le había hecho a su hermana, él se enoja muchísimo con ella y ya no vuelven a verse.
Mientras los Simpson regresan a Springfield, escuchan en la radio una canción interpretada por Moe y producida por David Byrne (quien había sido secuestrado por el tabernero) llamada Moe, Moe, Moe, y deciden dar media vuelta y pasar otra semana en el Lazy I Ranch.